# Antonie Wohlgemuth

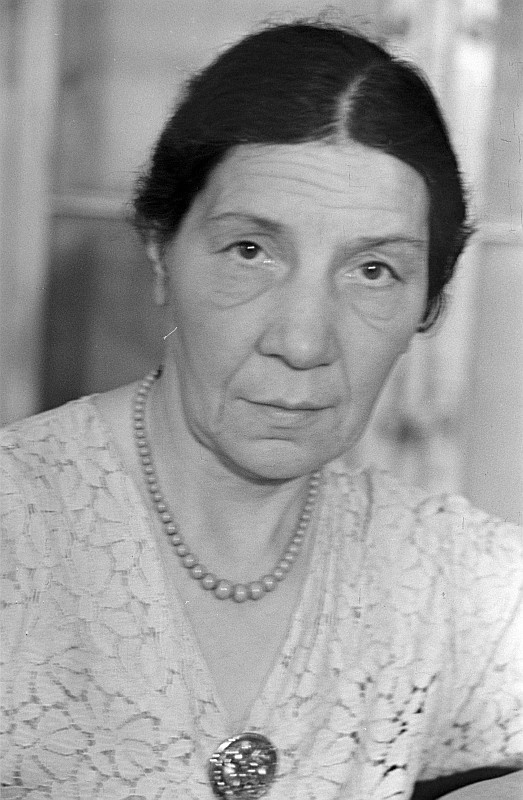
Antonie Wohlgemuth, bei der ersten Delegiertenkonferenz der Frauenausschüsse 1946 in Berlin

Antonie Wohlgemuth (* 18. Mai 1891 in Neufahrwasser; † 12. April 1984 in Berlin) war eine Politikerin (SPD). Im Nationalsozialismus leistete sie Widerstand.

## Leben
Antonie (genannt Toni) Wohlgemuth, Tochter des Steuermeisters Franz Pilkiewicz und seiner Frau Johanna, besuchte in Neustadt die Mädchenmittelschule und erlernte nach dem frühen Tod des Vaters im Kloster St. Marien einen landwirtschaftlichen Beruf. Bis zu ihrer Eheschließung 1912 ließ sie sich in Danzig zur Krankenpflegerin ausbilden und arbeitete auf der Danziger Werft. 1917 verwitwet und durch Unglücksfälle ihre zwei Kinder verloren, trat sie wieder ins Berufsleben ein, absolvierte an der Sozialen Frauenschule von Alice Salomon eine Ausbildung für die Gewerbearbeit und arbeitete wiederum auf der Danziger Werft. Sie gehörte 1918 dem Arbeiter- und Soldatenrat Westpreußens an. Toni Wohngemuth, seit 1914 Mitglied der SPD, war Mitglied des SPD-Parteivorstandes Danzig, zeitweise des SPD-Parteivorstandes für Ostpreußen und SPD-Abgeordnete im Stadtparlament Marienburg. Von 1919 bis 1933 war sie in der SPD-Fraktion des Preußischen Landtages, 1920 saß sie kurzzeitig auch in der Verfassunggebenden Versammlung der Freien Stadt Danzig.
Nach ihrer Verhaftung und Ausweisung aus Danzig 1933 lebte sie in der Zeit des Nationalsozialismus in Berlin und war Hilfsarbeiterin in verschiedenen Firmen. In Berlin arbeitete sie illegal in der SPD-Widerstandsgruppe um Alwin Brandes mit.

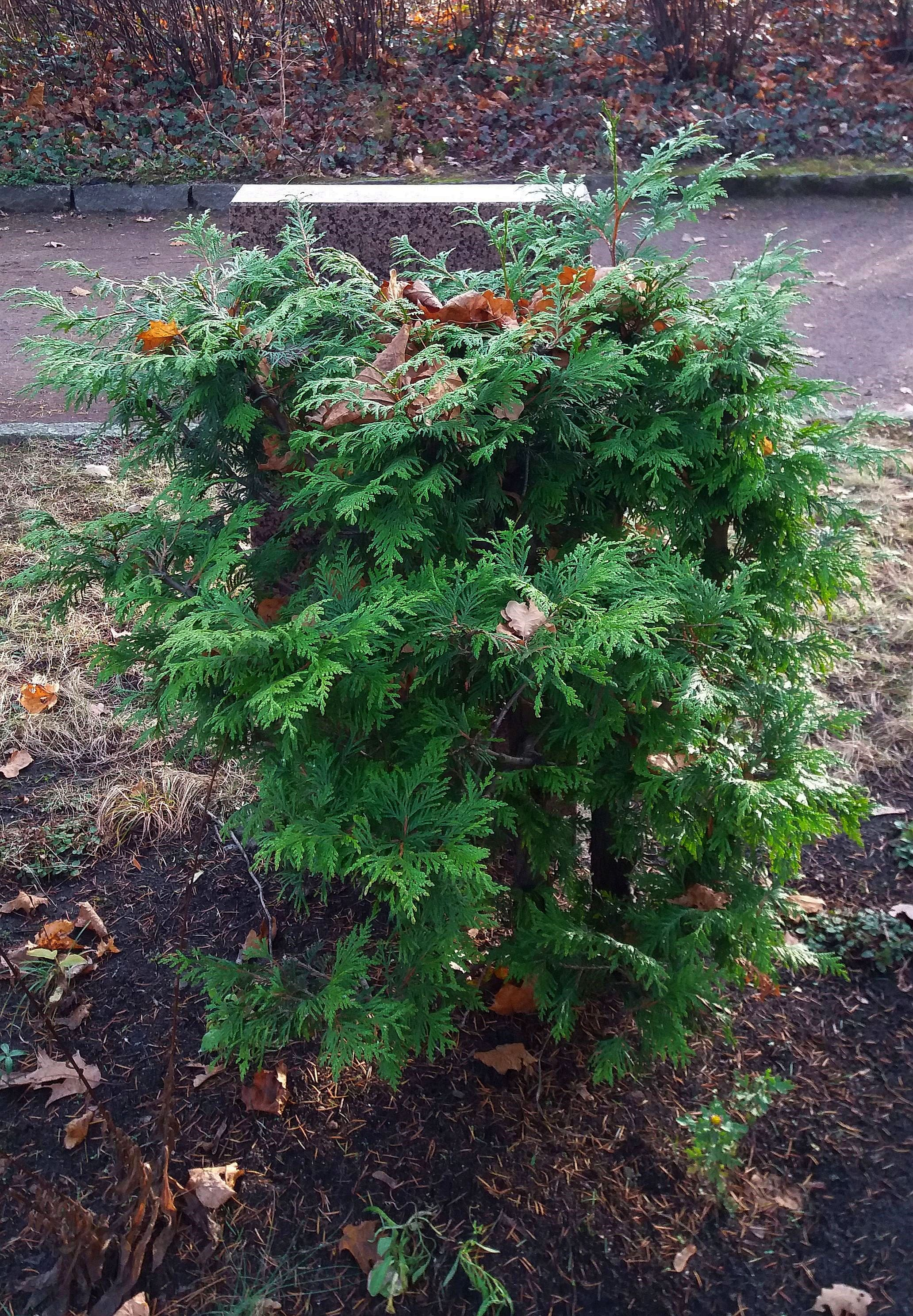
Grabstätte

Mit Wiedergründung der SPD 1945 wurde sie in den Zentralausschuss der SPD gewählt und engagierte sich für die Gründung der Frauenausschüsse in Berlin und der Sowjetischen Besatzungszone sowie für die Gründung des Demokratischen Frauenbundes Deutschlands (DFD). Toni Wohlgemuth befürwortete 1946 den Zusammenschluss der SPD und KPD zur SED und wurde in den ersten SED-Parteivorstand gewählt. Beruflich war sie als Direktorin des Sozialamtes der Deutschen Wirtschaftskommission (DWK) bis 1949 tätig. Sie opponierte gegen die Diskreditierung sozialdemokratischer Traditionen in der SED und erhielt nach 1948 keine SED-Funktionen mehr. Bis 1952 arbeitete sie als Hauptabteilungsleiterin in der Berliner Vereinigung der gegenseitigen Bauernhilfe (VdgB) bzw. als Hauptabteilungsleiterin der Zentralstelle für Pferdeleistungsprüfung und schied dann aus gesundheitlichen Gründen aus dem Berufsleben aus.
1976 erhielt sie die Ehrenspange zum Vaterländischen Verdienstorden in Gold und 1981 den Karl-Marx-Orden. Ihre Urne wurde in der Grabanlage Pergolenweg des Berliner Zentralfriedhofs Friedrichsfelde beigesetzt.